# چرخش (فیلم ۲۰۰۳)
چرخش (انگلیسی: Spin) یک فیلم در ژانر درام است که در سال ۲۰۰۳ منتشر شد. از بازیگران آن می‌توان به دینا دلانی، پاولا گراچس، روبن بلیدز، رایان مریمان، و استنلی توچی اشاره کرد. این فیلم اقتباسی از یک رمان اثر دونالد اورت آکسین است.

## بازیگران
- دینا دلانی
- پاولا گراچس
- روبن بلیدز
- رایان مریمان
- استنلی توچی